# Херман фон Шьонбург-Валденбург
Херман Георг Виктор Адолф фон Шьонбург-Валденбург (на немски: Hermann Georg Viktor Adolf von Schönburg-Waldenburg; * 9 януари 1865, Лайпциг; † 20 октомври 1943, Хермсдорф при Дрезден) е принц на Шьонбург-Валденбург, дипломат, последният господар на Хермсдорф (в Саксония), Грюнберг (в Крайна) и Шнееберг (в Саксония).

## Живот
Той е най-големият син на саксонския генерал на кавалерията принц Георг фон Шьонбург-Валденбург (1828 – 1900) и съпругата му принцеса Луиза фон Бентхайм-Текленбург (1844 – 1922), дъщеря на пруския генерал-лейтенант принц Адолф фон Бентхайм-Текленбург-Реда (1804 – 1874) и принцеса Анна Каролина Луиза Аделхайд Ройс-Шлайц-Гера (1822 – 1902). Внук е на княз Ото Виктор I фон Шьонбург (1785 – 1859), основател на клона Шьонбург-Валденбург, и принцеса Текла фон Шварцбург-Рудолщат (1795 – 1861). Брат е на Улрих Георг (1869 – 1939), господар на дворец Гутеборн, и на Анна Луиза (1871 – 1951), омъжена на 9 декември 1891 г. в Рудолщат за първия ѝ братовчед княз Гюнтер Виктор фон Шварцбург-Рудолщат (1852 – 1925).
Баща му принц Георг е от 1865 г. собственик на дворец Хермсдорф при Дрезден. Херман наследява двореца през 1900 г.
След гимназията в Дрезден Херман започва военна кариера като лейтенант „à la suite“, следва право в университетите в Бон, Лайпциг и Берлин. След следването той става дипломат. От 1907 до 1909 г. е германски генерал-косул в Будапеща. След това е кралски пруски пратеник при Ханза градовете. Той е кралски саксонски майор à la suite и живее накрая в дворец Хермсдорф при Радеберг.
Херман умира на 20 октомври 1943 г. в дворец Хермсдорф при Дрезден на 78 години. Погребан е в гробницата на дворец Хермсдорф. След смъртта му дворецът Хермсдорф става собственост на общината.
Клоновете Шьонбург-Валденбург, Шьонбург-Хартенщайн съществуват до днес като Шьонбург-Глаухау.

## Фамилия
Херман фон Шьонбург-Валденбург се жени на 5 юли 1912 г. в Берлин за фрау Текла Аделхайд Юлия Луиза фон Ротенберг фон Ербах-Фюрстенау (* 28 март 1862, Фюрстенау; † 26 януари 1941, Хермсдорф), вдовица на чичо му 4. княз Густав фон Бентхайм-Текленбург (1849 – 1909), дъщеря на граф Адалберт фон Ербах-Фюрстенау (1828 – 1867) и Шарлота Виленбухер, фрау фон Ротенберг (1839 – 1913). Те нямат деца.